# Taine Randell
Taine Cheyenne Randell (Hastings, 5 de noviembre de 1974) es un abogado, empresario y exrugbista neozelandés que se desempeñaba como octavo. Fue internacional con los All Blacks de 1997 a 2002 y su capitán.

## Biografía
Es de ascendencia maorí, perteneciente a la tribu Ngāti Kahungunu. Se destacó como estudiante, rugbista y jugador de críquet en la escuela secundaria.
En 1992 fue a la Universidad de Otago donde jugó para el equipo universitario y se recibió de abogado. Trabajó en finanzas y se convirtió en copropietario del Big Easy on the Kings Road. Está casado con Joanne Edwards, tienen dos hijos y una hija.
Durante su carrera deportiva en el Reino Unido y hasta que regresó con su familia a Nueva Zelanda en 2008, fue un exitoso corredor de materias primas. Desde 2010 es director de la Kahungunu Asset Holding Company, la mayor exportadora de cangrejos de río vivos del país.

## Carrera

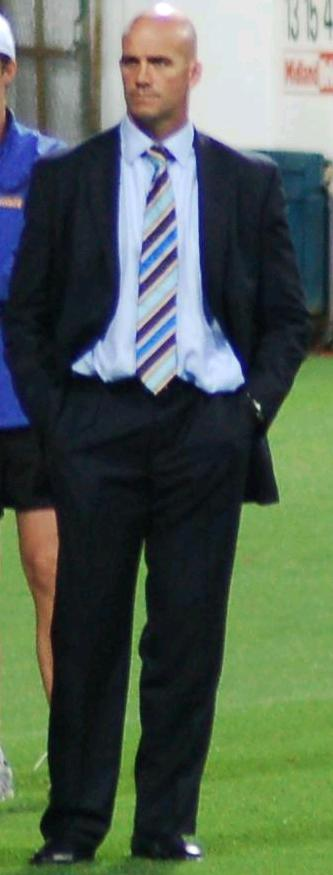
John Mitchell lo eliminó de los All Blacks.

Jugó para la Universidad de Otago y a la edad de 17 años debutó en el National Provincial Championship, jugando para los Otago Razorbacks. Se convirtió en el jugador más joven en capitanear Otago a la edad de 19 años, en 1993.

### Profesional
Se convirtió en profesional en 1995, con el inicio de la era abierta. Disputó el Súper Rugby con los recién creados Highlanders desde 1996 y hasta su emigración.
Capitaneó a la franquicia durante siete años, de 1997 a 2003. En la edición 1999 lideró a los Highlanders para un récord de temporada regular de 8–3 y posteriormente alcanzaron la final del torneo, donde perdieron ante los Crusaders en un partido muy reñido 24–19.

### Extranjero
Como dejó de ser considerado en la selección, a mediados de 2003 abandonó Nueva Zelanda y se mudó con su familia a Londres (Reino Unido). Firmó con los Saracens de la inglesa Premiership Rugby, rechazó una renovación y se retiró al final de la temporada 2005–06 con sólo 31 años.

## Selección nacional
Representó a los Baby Blacks en 1994 y a los Māori All Blacks de 1996 a 2003.
John Hart lo convocó a los All Blacks en junio de 1997 y debutó contra Fiyi. Fue designado nuevo capitán en 1998, reemplazando a Sean Fitzpatrick, generando controversia ya que era bastante joven (sólo tenía 23 años), inexperto y el propio Randell prefería que el capitán sea Robin Brooke.
Wayne Smith asumió luego el fracaso en Gales 1999 y le quitó la capitanía a Randell, aunque retuvo su lugar indiscutido en el equipo. John Mitchell subió como nuevo técnico en octubre de 2001 y realizó un polémico recambio de jugadores, descartando a Randell del Tres Naciones 2002 y finalmente del seleccionado tras cinco pruebas. Graham Henry jamás lo tuvo en cuenta.
Su último partido fue una victoria en noviembre de 2002 contra los Dragones rojos. En total jugó 51 pruebas, en 22 fue capitán y anotó doce tries (60 puntos).

### Participaciones en Copas del Mundo
Hart lo llevó a Gales 1999 como titular indiscutido y capitán, por lo que jugó todos los partidos y le marcó un try a Italia. Los All Blacks cayeron increíblemente ante Les Bleus en las semifinales y Randell debió pasar un mes en los Estados Unidos para alejarse de las críticas.
| Mundial                       | Sede  | Resultado     | PJ | Tries |
| ----------------------------- | ----- | ------------- | -- | ----- |
| Copa Mundial de Rugby de 1999 | Gales | Cuarto puesto | 6  | 1     |

## Palmarés
- Campeón de The Rugby Championship de 1997 y 1999.
- Campeón del National Provincial Championship de 1998.